# Thomas Cavalier-Smith

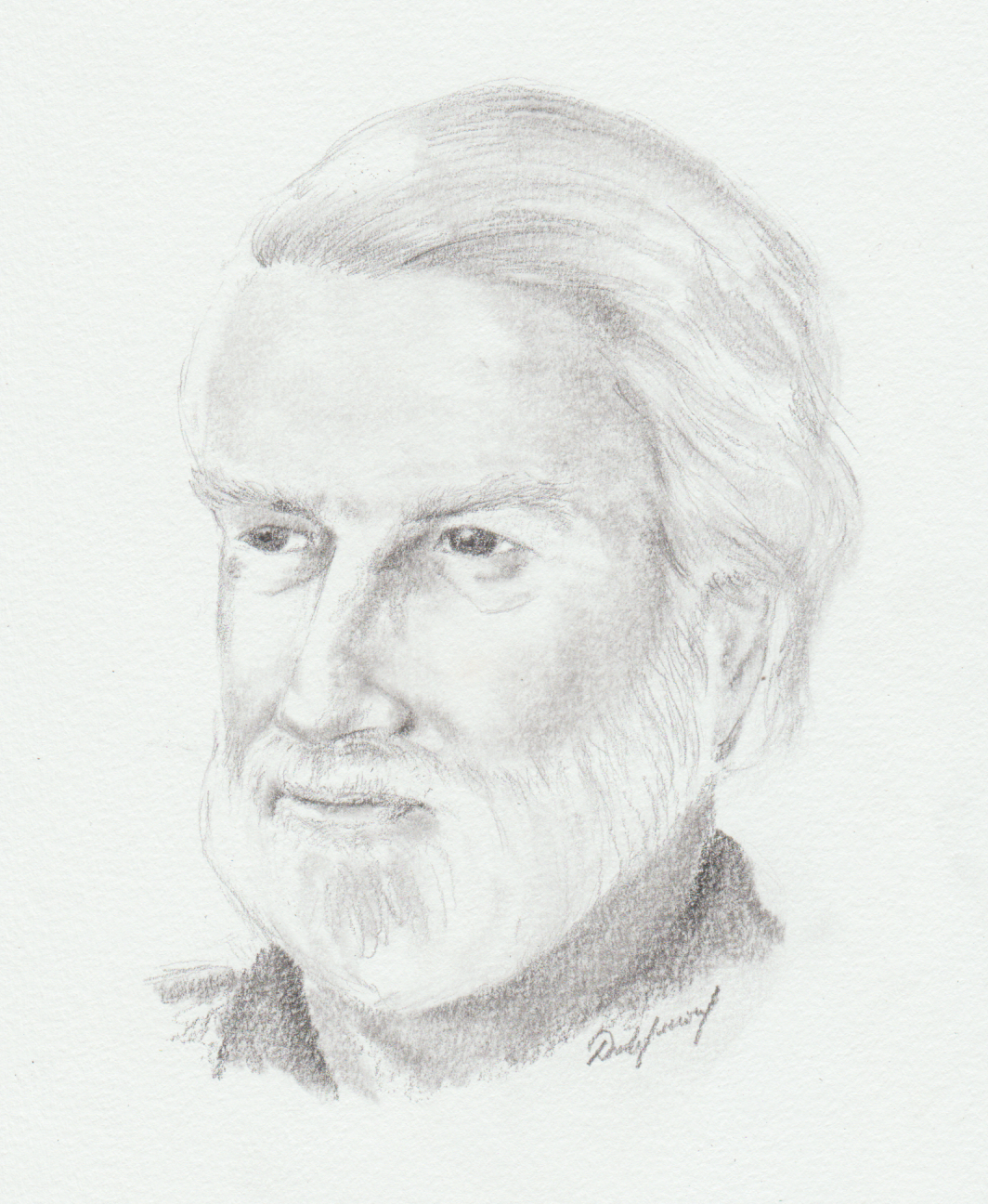
Thomas Cavalier-Smith

Thomas Cavalier-Smith (21 oktober 1942 – 19 maart 2021) was een evolutiebioloog aan de Universiteit van Oxford.
In 2004 kreeg hij de internationale prijs voor biologie (een prijs van 10 miljoen Japanse yen). In 2007 kreeg hij de Linnean Medal van de Linnean Society of London
Cavalier-Smith heeft veel gepubliceerd over de classificatie van de protisten. De protisten zijn een groep organismen die door Ernst Haeckel geclassificeerd was als rijk, maar de rang van rijk verloor omdat het sterk parafyletisch bleek. Enkele van de belangrijkste bijdragen van Cavalier-Smith zijn het rijk Chromista en zijn werk over zijn clade Neomura en verwante onderwerpen zoals de universele fylogenetische stamboom van het leven.
In 1981 heeft hij voorgesteld dat Alveolaten en Chromisten nauw verwant zijn aan elkaar door een secundaire endosymbiose van een bikonte eukaryoot en een roodwier. Deze groep noemde hij de Chromalveolata.
Cavalier-Smith heeft ook andere taxa met hoge taxonomische rang benoemd, zoals Opisthokonta (1987), Rhizaria (2002) en Excavata (2002). Samen met de Chromalveolaten, de Amoebozoa en de Archaeplastida (in het verleden ook Plantae genoemd) vormen deze zes supergroepen de basis voor de recente taxonomie van de eukaryoten.

## Chromalveolata
Cavalier-Smith paste het rijk Chromista aan tot de clade Chromalveolata door de Alveolaten eraan toe te voegen. Ze stammen gezamenlijk af van een voorouder die ontstaan is door secundaire endosymbiose van een bikont met een roodwier. Aanvankelijk werd deze groep monofyletisch geacht, maar niet alle latere studies lijken dat te bevestigen.
Er zijn overwegingen gekomen een andere supergroep, de monofyletische Rhizaria, als een tak is binnen de monofyletische Chromalveolaten op te nemen.

## Cavalier-Smiths zes rijken model
Cavalier-Smith heeft publicaties geschreven over de indeling van Protisten, daarbij heeft hij in 1993 voor het eerst een zes rijken systeem geformuleerd. De rijken zijn: Animalia, Fungi, Plantae, Chromista, Protozoa en Bacteria.
Cavalier-Smith verdeelde de protisten eerst over twee rijken: Chromista en de Protozoa. Later heeft hij deze taxonomische indeling verder aangepast.
In 1993 had hij rijk Protozoa onderverdeeld in 18 afdelingen. In 2003 heeft hij het teruggebracht naar 11 afdelingen: Amoebozoa, Choanozoa, Cercozoa, Retaria, Loukozoa, Metamonada, Euglenozoa, Percolozoa, Apusozoa, Alveolata, Ciliophora en Miozoa.
| Het zes-rijken-systeem |
| --- |
| - - Rijk Bacteria - Eubacteria - Archaebacteria - Eukaryota - Unikonta - Afdeling Amoebozoa van het rijk Protozoa - Clade Opisthokonta - Rijk Fungi - Rijk Animalia - Choanozoa Afdeling van het rijk Protozoa - Bikonta - Rhizaria Subrijk van het rijk Protozoa - Excavata Subrijk van het rijk Protozoa - Apusozoa Afdeling van het rijk Protozoa - De Chromalveolata clade: - Rijk Chromista - Alveolata Subrijk van het rijk Protozoa - Rijk Plantae |

Tegen 2003 zag de boom des levens opgesteld door Cavalier-Smith voor Eukaryoten er zo uit:
| Stamboom van het leven (2003) |
| --- |
| - - Eubacteria (parafyletisch) - Neomura - Archaebacteria - Eukarya - Bikonta - Apusozoa - Cabozoa - - Rijk Plantae - Chromalveolata - Rijk Chromista - Alveolata - Unikonta - Amoebozoa - Opisthokonta - - Choanozoa - Rijk Animalia - Rijk Fungi |

De Eubacteria en Archaebacteria (vaker Bacteria en Archaea genoemd) vormen samen een parafyletisch rijk. Planten, dieren, schimmels en chromisten zijn alle vier monofyletische rijken. Alle andere groepen vormen gezamenlijk de Protozoa, de voorouders en verwanten van de vier andere eukaryote rijken.

## De stam van al het leven
In de loop van de jaren heeft Cavalier-Smith vele publicaties geschreven over zijn clade Neomura (Eukaryoten en Archaebacteriën). Ook heeft hij aangevoerd dat de grampositieve bacteriën nauwer verwant zijn aan deze groep dan aan andere Eubacteriën. Dat betekent dat de buitenste membraan in de loop van de evolutie maar één keer verloren is. Via allerlei biochemische systemen heeft hij laten zien dat de stam van de universele boom ligt bij de zweepstaartloze, fotosynthetische gramnegatieve bacteriën; specifieker in de groep van de Chlorobacteria (of Chloroflexi) of tussen deze groep en de rest van al het leven.
Een recente stamboom van het leven is de volgende:
| Fylogenetische stamboom van het leven Domeinen, supergroepen en rijken |
| --- |
| - Domein Eubacteria (Ehrenberg 1828) - - Domein Archaea (Woese et al. 1990) - Domein Eukaryota - Supergroep Unikonta (Cavalier-Smith 2002) - - Rijk Animalia (Linnaeus 1758) - Rijk Fungi (Linnaeus 1753) - Rijk Amoebozoae (Lühe 1913, em. Corliss 1984) - Supergroep Excavata (Cavalier-Smith 2002) - Rijk Euexcavatae (Holt & Iudica) - Rijk Discicristatae (Cavalier-Smith 2002) - Bikonta - Supergroep Chromalveolata (Adl et al. 2005) - Rijk Hacrobiae (Cavalier-Smith 2010) - SAR (Cavalier-Smith 2010) (Harosa, RAS) - Rijk Rhizariae (Cavalier-Smith 1993) (Rhizaria) - - Rijk Alveolatae (Cavalier-Smith 1991) - Rijk Heterokontae (Cavalier-Smith 1986) (Stramenopiles) - Supergroep Archaeplastida (Adl et al. 2005) - Rijk Viridiplantae (Cavalier-Smith 1981) - Rijk Rhodoplantae (Saunders & Hommersand 2004) |